# برآورد

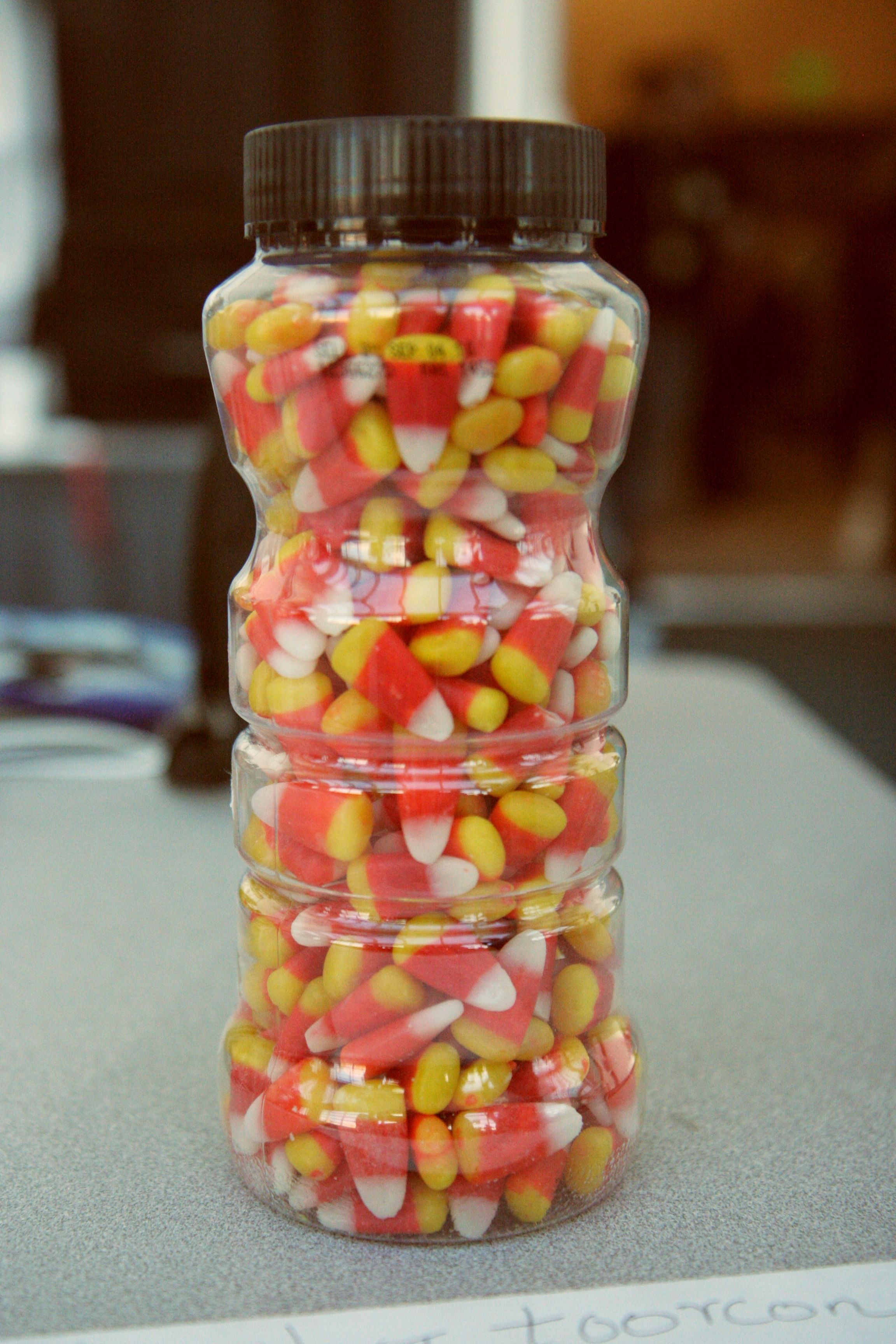
شمارش تعداد آبنبات‌های موجود در ظرف با چشم مقدور نیست چون تعدادی از آبنبات‌ها در داخل قرار دارند که دیده نمی‌شوند در نتیجه برای شمارش آنها باید از روش‌های برآورد استفاده کرد

برآورد یا تخمین به روشی گفته می‌شود که برای پیش‌بینی یا حدس ویژگی های یک گروه (مثلا میانگین) با استفاده از تقریب استفاده می‌شود.
معمولاً زمانی که ورودی‌های بدست آمده کامل نباشند یا عدم قطعیت در تعداد آنها باشد یا ثبات وضعیت وجود نداشته باشد کاربرد دارد.

## چگونگی انجام برآورد
برآورد اغلب با نمونه‌گیری انجام می‌شود، که تعداد کمی از نمونه‌ها را شمارش می‌کند، و طرح آن تعداد را بر روی جمعیت بیشتری نشان می‌دهد. نمونه‌ای از تخمین می‌تواند تعیین کند که چه مقدار آب نبات به اندازه معینی در یک شیشه قرار دارد. از آنجا که توزیع آب نبات در داخل شیشه ممکن است متفاوت باشد، ناظر می‌تواند تعداد آب نبات‌های قابل مشاهده را از طریق شیشه بشمارد، اندازه شیشه را در نظر بگیرد و فرض کند توزیع مشابهی در قسمت‌هایی که دیده نمی‌شود می‌تواند پیدا کند، از این طریق تخمین تعداد کل آب نباتهایی که در صورت صحیح بودن این پیش‌بینی ممکن است در شیشه باشد. تخمین می‌تواند به‌طور مشابه با ارائه نتایج حاصل از نظرسنجی‌ها یا پرسشنامه‌ها بر روی کل جمعیت ایجاد شود.
در تهیه یک برآورد، هدف اغلب برای تولید طیف وسیعی از نتایج ممکن است که به اندازه کافی دقیق مفید باشد مفید باشد، اما نه آنقدر دقیق که احتمالاً نادرست باشد. به عنوان نمونه، در تلاش برای حدس زدن تعداد آب نبات‌ها در شیشه، اگر پنجاه قابل مشاهده بود، و به نظر می‌رسید حجم کل شیشه حدود بیست برابر حجم آن حاوی آب نبات‌های قابل مشاهده باشد، بنابراین ممکن است به سادگی پروژه که هزار آب نبات در کوزه وجود دارد. چنین پیش‌بینی، که در نظر گرفته شده برای انتخاب مقدار واحد است که تصور می‌شود نزدیک به مقدار واقعی است، یک تخمین امتیاز نامیده می‌شود. با این حال، یک تخمین نقطه احتمالاً نادرست است، زیرا اندازه نمونه — در این حالت، تعداد شیرینی‌هایی که قابل مشاهده هستند a تعداد بسیار کمی است تا مطمئن شوید که حاوی ناهنجاری‌هایی نیست که به‌طور کلی با جمعیت متفاوت باشد. یک مفهوم مربوطه یک تخمین فاصله است، که دامنه امکانات بسیار بیشتری را به تصویر می‌کشد، اما بسیار مفید است. به عنوان مثال، اگر از کسی خواسته شد درصد افرادی که آب نبات را دوست دارند تخمین زده شود، به‌طور واضح صحیح است که این تعداد بین صفر تا صد درصد باشد. با این حال، چنین برآوردی برای کسی که سعی در تعیین میزان تعداد شیرینی‌های خریداری کنندهٔ مهمانی برای حضور در ۱۰۰ نفر دارد، راهنمایی نمی‌کند.

## کاربردهای برآورد
در ریاضیات، تقریب روند یافتن تخمین‌ها را به صورت مرزهای بالا یا پایین برای یک مقدار توصیف می‌کند که به راحتی نمی‌توان دقیقاً ارزیابی کرد و نظریه تقریب با یافتن کارکردهای ساده‌تری که نزدیک به برخی عملکردهای پیچیده هستند و می‌تواند تخمین‌های مفیدی را ارائه دهد، سروکار دارد. در آمار، یک تخمین‌گر نام رسمی برای قاعده ای است که برآورد آن از داده‌ها محاسبه می‌شود و تئوری تخمین با یافتن تخمین‌ها با خواص خوب سروکار دارد. این فرایند در پردازش سیگنال، برای تقریب سیگنال غیرقابل محافظت بر اساس سیگنال مشاهده شده حاوی نویز استفاده می‌شود. برای تخمین مقادیر هنوز مشاهده نشده، پیش‌بینی اعمال می‌شود یک مشکل فرمی، در فیزیک، تخمین در مشکلات است که به‌طور معمول شامل حدس و گمان‌های موجه در مورد مقادیر است که محاسبه با توجه به اطلاعات محدود، غیرممکن به نظر می‌رسد.
تخمین در تجارت و اقتصاد بسیار مهم است، زیرا متغیرهای زیادی وجود دارد که می‌توانند پیش‌بینی کنند فعالیت در مقیاس بزرگ چگونه توسعه خواهد یافت. تخمین در برنامه‌ریزی پروژه می‌تواند بسیار مهم باشد، زیرا برنامه‌هایی برای توزیع نیروی کار و خرید مواد اولیه باید وجود داشته باشد، با وجود عدم توانایی دانستن هر مشکلی که ممکن است پیش بیاید. مقدار مشخصی از منابع برای اجرای یک پروژه خاص در دسترس خواهد بود، و بدست آوردن یا تولید یک برآورد هزینه به عنوان یکی از عناصر حیاتی ورود به پروژه مهم است. دفتر پاسخگویی دولت آمریکا، برآورد هزینه را به عنوان "جمع بندی عناصر هزینه فردی، با استفاده از روشهای تعیین شده و داده‌های معتبر، برای برآورد هزینه‌های آینده یک برنامه، بر اساس آنچه امروزه شناخته شده‌است" تعریف می‌کند، و گزارش می‌دهد که "برآورد هزینه واقعی در هنگام درست کردن، ضروری بود. تصمیم‌گیری در دستیابی به سیستم‌های جدید ". علاوه بر این، برنامه‌های پروژه نباید نیازهای پروژه را دست کم بگیرند، که می‌تواند منجر به تأخیر در تأمین نیازهای برآورده نشود، و نه آنها باید نیازهای پروژه را بیش از حد ارزیابی کنند وگرنه منابع غیرضروری ممکن است به هدر روند.
برآورد رسمی زمانی که اطلاعات کمی در دسترس است نامیده می‌شود حدس زدن، به دلیل پرس و جو نزدیک تر می‌شود که صرفاً حدس زدن پاسخ. «برآورد» نشانه، ℮، استفاده می‌شود برای تعیین که محتویات بسته نزدیک به محتویات اسمی هستند.